# منتخب جورجيا لكرة القاعدة
منتخب جورجيا لكرة القاعدة (البيسبول )هو ممثل جورجيا الرسمي في المنافسات الدولية في كرة القاعدة . يتنافس الفريق في بطولة البيسبول الأوروبية نصف السنوية.